# Následníci 3
Následníci 3 (v anglickém originále Descendants 3) je americký hudební televizní film. Jedná se o třetí díl série Následníci, navazující na snímky Následníci a Následníci 2. Film napsali Sara Parriott a Josann McGibbon a režíroval ho Kenny Ortega. Film měl premiéru na Disney Channel v USA 2. srpna 2019 jako uctění památky zesnulému herci Cameronovi Boyce, který ve filmu hrál Carlose. Tento herec zemřel na začátku července 2019 a příčina jeho smrti byla, že ve spánku dostal epileptický záchvat, ze kterého se už neprobudil.

## Postavy
| Postava        | Status                                  | Herec              | Dabing              |
| Zloduši        | Zloduši                                 | Zloduši            | Zloduši             |
| -------------- | --------------------------------------- | ------------------ | ------------------- |
| Mal(Bertha)    | dcera Zloby                             | Dove Cameron       | Ivana Korolová      |
| Carlos         | syn Cruelly de Vil                      | Cameron Boyce      | Martin Sucharda     |
| Evie Grimhilde | dcera Zlé Královny                      | Sofia Carson       | Marika Šoposká      |
| Jay            | syn Jafara                              | Booboo Stewart     | Jan Battěk          |
| Uma            | dcera Uršuly                            | China Anne McClain | Viktorie Taberyová  |
| Harry          | syn kapitána Hooka                      | Thomas Doherty     | Robin Pařík         |
| Gil            | syn Gastona                             | Dylan Playfair     | Roman Hajlich       |
| Dizzy          | dcera Drizelly                          | Anna Cathcart      | Karolína Křišťálová |
| Hades          | otec Mal                                | Cheyenne Jackson   | Pavel Vondrák       |
| Celia          | dcera Dr. Faciliera                     | Jadah Marie        | Mariana Franclová   |
| Squeaky        | syn Smeeho a dvojče Squirmyho           | Christian Convery  |                     |
| Squirmy        | syn Smeeho a dvojče Squeakyho           | Luke Roessler      |                     |
| Dr. Facilier   | otec Celie                              | Jamal Sims         |                     |
| Lady Tremaine  | babička Dizzy                           | Linda Ko           | Regina Řandová      |
| Smee           | otec Squeakyho a Squirmiho              | Faustino Di Baud   |                     |
| Auradoňané     |                                         |                    |                     |
| Ben            | syn královny Belle a krále Zvířete      | Mitchell Hope      | Jan Škvor           |
| Audrey         | dcera princezny Aurory a princa Filiipa | Sarah Jeffery      | Martina Kechnerová  |
| Jane           | dcera Dobré Víly                        | Brenna D'Amico     | Adéla Nováková      |
| Chad Charming  | syn Popelky a prince Krasoně            | Jedidiah Goodacre  | Petr Neskusil       |
| Doug           | syn Šmudly (ze sedmi trpaslíků)         | Zachary Gibson     | Jindřich Žampa      |
| Dobrá Víla     | matka Jane                              | Melanie Paxson     | Jolana Smyčková     |
| královna Leah  | babička Audrey                          | Judith Maxie       | Petra Hobzová       |

## Soundtrack
| Pořadí | Název                           | Autoři | Umělci | Délka |
| ------ | ------------------------------- | --- | --- | ----- |
| 1.     | "Good to Be Bad"                | - Tim James - Antonina Armato - Tom Sturges - Adam Schmalholz                                                                                             | - Dove Cameron - Sofia Carson - Cameron Boyce - Booboo Stewart - Anna Cathcart - Jadah Marie | 3:09  |
| 2.     | "Queen of Mean"                 | - James - Armato - Sturges - Schmalholz | - Sarah Jeffery | 3:09  |
| 3.     | "Do What You Gotta Do"          | - Matt Wong - Jamie Jones - Jack Kugell | - Dove Cameron - Cheyenne Jackson | 2:57  |
| 4.     | "Night Falls"                   | - James - Armato - Sturges - Schmalholz | - Dove Cameron - Cameron Boyce - Sofia Carson - Booboo Stewart - China Anne McClain - Thomas Doherty - Dylan Playfair                                                                                                 | 3:08  |
| 5.     | "One Kiss"                      | - Matt Tishler - Paula Wingler | - Sofia Carson - Dove Cameron - China Anne McClain | 2:29  |
| 6.     | "My Once Upon a Time"           | - John Kavanaugh - David Goldsmith | - Dove Cameron | 3:48  |
| 7.     | "Break This Down"               | - Jodie Shihadeh - James K. Petrie - Doug Davis - Ben Hostetler - Nikki Sorrentino - Susan Paroff - Anthony Mirabella - Pipo Fernandez - Ali Dee Theodore | - Dove Cameron - Cameron Boyce - Sofia Carson - Booboo Stewart - China Anne McClain - Zachary Gibson - Sarah Jeffery - Thomas Doherty - Dylan Playfair - Anna Cathcart - Jadah Marie - Mitchell Hope - Brenna D'Amico | 3:29  |
| 8.     | "Dig a Little Deeper"           | - Randy Newman | - China Anne McClain | 2:57  |
| 9.     | "Did I Mention"                 | - Adam Schlesinger | - Mitchell Hope | 0:29  |
| 10.    | "Rotten to the Core (D3 Remix)" | - Shelly Peiken - Johan Alknas - Joacim Persson | - Dove Cameron - Cameron Boyce - Sofia Carson - Booboo Stewart - China Anne McClain - Sarah Jeffery - Thomas Doherty - Jadah Marie                                                                                    | 2:47  |
| 11.    | "Happy Birthday"                | | - Sarah Jeffery | 0:36  |
| 12.    | "VK Mashup"                     | - James - Armato - Sturges - Schmalholz - Pieken - Alkenas - Persson - Grant Phillip Michaels - Charity Daw                                               | - Dove Cameron - Cameron Boyce - Sofia Carson - Booboo Stewart Istny Dower | 1:59  |